# Salyan (rayon)

Mapa do Azerbaijão mostrando Salyan rayon

Salyan é um rayon do Azerbaijão. Sua capital é Salyan. 
Estabelece adjacente ao rio Kura.
Ao norte são vários campos petrolíferos produtivos (Kursenge, ao lado da lama proeminente do vulcão do mesmo nome, e Karabaghli, alguns km NW) operado (em 2001) pela Salyan Oil Company. Também integra a maior parte da Parque Nacional de Xirvão.